# Mykoła Mychalczuk
Mykoła Mychalchuk (ur. 22 stycznia 1983 w Równem) – ukraiński wioślarz.

## Osiągnięcia
- Mistrzostwa Europy – Poznań 2007 – czwórka bez sternika – 8. miejsce[1].